# Nador (Album)
Nador ist das Debütalbum der deutsch-marokkanischen Rapperin und Sängerin Namika. Es wurde am 24. Juli 2015 unter dem Label Sony Music und Jive Records veröffentlicht.

## Entstehung
An dem Album hat Namika zwei Jahre lang gearbeitet. Die meisten Titel wurden von den Beatgees produziert. Namika schrieb bei jedem Song mit. Vor dem Release des Albums gab es jeden Tag auf ihrem YouTube-Kanal ein kleines Vorstellungsvideo, in dem sie die einzelnen Songs vorstellte.

## Titelliste
| #   | Titel                          | Songwriting                                     | Produktion                    | Länge |       |
| --- | ------------------------------ | ----------------------------------------------- | ----------------------------- | ----- | ----- |
| 1.  | Nador                          | Namika, Fabian Römer                            | Beatgees                      | 3:31  |       |
| 2.  | Lieblingsmensch                | Namika, Römer, Konrad Sommermeyer               | Beatgees                      | 3:10  |       |
| 3.  | Gut so                         | Namika, Römer                                   | Beatgees                      | 3:06  |       |
| 4.  | Wenn sie kommen (feat. Ali As) | Namika, Römer, Ali As                           | Beatgees                      | 3:08  |       |
| 5.  | 90s Kids                       | Namika, Oliver Avolon                           | Beatgees                      | 3:16  |       |
| 6.  | Kompliziert                    | Namika, Römer                                   | Beatgees                      | 3:15  |       |
| 7.  | Egal                           | Namika, Römer                                   | Beatgees                      | 3:35  |       |
| 8.  | Broke                          | Namika, Megaloh, Römer                          | Beatgees, Daniel Hoffknecht   | 3:13  |       |
| 9.  | Stoptaste                      | Namika, Römer, Farsad Zoroofchi, Benni Dernhoff | Beatgees, Benni Dernhoff      | 3:25  |       |
| 10. | Hellwach                       | Namika, Römer                                   | Beatgees                      | 2:39  |       |
| 11. | Herzrasen                      | Namika, Dernhoff                                | Dernhoff, Beatgees            | 3:15  |       |
| 12. | Meine Schuld                   | Namika, Römer                                   | Kilian Wilke, Johannes Burger | 4:31  |       |
| 13. | Coole Katze                    | Namika, Megaloh                                 | Beatgees                      | 3:35  |       |
| 14. | Wo immer das Licht brennt      | Namika, Römer                                   | Beatgees                      | 3:26  | [ 2 ] |

## Chartplatzierungen

### Album
Das Album konnte sich in Deutschland in der ersten und dritten Woche auf Platz 13 platzieren, und sich 34 Wochen in den Charts halten. In Österreich belegte es Platz 58 und war 4 Wochen in den Charts vertreten, in der Schweiz erreichte es Platz 36 und hielt sich 15 Wochen in den Charts.
| Jahr | Titel | Höchstplatzierung, Gesamtwochen, AuszeichnungChartplatzierungen (Jahr, Titel, Platzierungen, Wochen, Auszeichnungen, Anmerkungen) | Höchstplatzierung, Gesamtwochen, AuszeichnungChartplatzierungen (Jahr, Titel, Platzierungen, Wochen, Auszeichnungen, Anmerkungen) | Höchstplatzierung, Gesamtwochen, AuszeichnungChartplatzierungen (Jahr, Titel, Platzierungen, Wochen, Auszeichnungen, Anmerkungen) | Anmerkungen                         |
| Jahr | Titel | DE | AT | CH | Anmerkungen                         |
| ---- | ----- | --- | --- | --- | ----------------------------------- |
| 2015 | Nador | DE13 Gold · (34 Wo.)DE | AT58 (4 Wo.)AT | CH36 (15 Wo.)CH | Erstveröffentlichung: 24. Juli 2015 |

### Singles
Die erste Single Lieblingsmensch konnte sich in Deutschland nach acht Wochen an die Spitze der Charts kämpfen und war 17 Wochen in den deutsch Top 10. Der Song wurde in Deutschland mit 3-fach-Gold und in Österreich und der Schweiz jeweils mit Gold ausgezeichnet. Die zweite Single Hellwach erreichte Platz 62 in Deutschland, konnte sich aber nur eine Woche in den Charts halten. Die dritte Single Kompliziert erreichte in der siebten Woche Platz 60 der Charts und hielt sich insgesamt neun Wochen in den Charts.
| Jahr | Titel Album     | Höchstplatzierung, Gesamtwochen, AuszeichnungChartplatzierungen (Jahr, Titel, Album, Platzierungen, Wochen, Auszeichnungen, Anmerkungen) | Höchstplatzierung, Gesamtwochen, AuszeichnungChartplatzierungen (Jahr, Titel, Album, Platzierungen, Wochen, Auszeichnungen, Anmerkungen) | Höchstplatzierung, Gesamtwochen, AuszeichnungChartplatzierungen (Jahr, Titel, Album, Platzierungen, Wochen, Auszeichnungen, Anmerkungen) | Anmerkungen                           |
| Jahr | Titel Album     | DE | AT | CH | Anmerkungen                           |
| ---- | --------------- | --- | --- | --- | ------------------------------------- |
| 2015 | Lieblingsmensch | DE1 ×3Dreifachgold · (43 Wo.)DE | AT2 Gold · (32 Wo.)AT | CH14 Gold · (30 Wo.)CH | Erstveröffentlichung: 7. August 2015  |
| 2015 | Hellwach        | DE62 (1 Wo.)DE | — | — | Erstveröffentlichung: 28. August 2015 |
| 2016 | Kompliziert     | DE60 (9 Wo.)DE | — | — | Erstveröffentlichung: 5. Februar 2016 |